# Pedrosillo el Ralo
Pedrosillo el Ralo – gmina w Hiszpanii, w prowincji Salamanka, w Kastylii i León, o powierzchni 8,12 km². W 2011 roku gmina liczyła 136 mieszkańców.